# Ivano Bordon
Ivano Bordon (Marghera, 13 aprile 1951) è un ex calciatore e allenatore di calcio italiano, di ruolo portiere, campione del mondo con la nazionale italiana nel 1982.
Nell'edizione 2022 è entrato a far parte della Hall of Fame dell'Inter.

## Caratteristiche tecniche

### Giocatore
Bordon era un portiere freddo e affidabile, dotato di un ottimo senso della posizione; i suoi notevoli riflessi gli valsero il soprannome Pallottola, coniato da Sandro Mazzola. Il suo stile di gioco ricalcava quello di Lido Vieri, suo predecessore nell'Inter: in proposito, Bordon ebbe a dire che «se oggi vedo dei filmati di partite dell’Inter di quegli anni, faccio fatica a capire se sono io o Lido, tanto il mio stile assomigliava al suo».

## Carriera

### Giocatore

#### Club
Fu scoperto da Elio Borsetto, già compagno di squadra di suo padre nel Venezia, durante la sua militanza nella Juventina Marghera, società in cui mosse i primi passi.
Nell'estate del 1966 passò all'Inter; inizialmente impiegato nelle formazioni giovanili e nel Campionato De Martino, approdò in prima squadra nel 1970. Fece il suo esordio nel massimo campionato l'8 novembre dello stesso anno, nel derby Milan-Inter (3-0), rimanendo in nerazzurro fino al 1983, per un totale di 388 partite, di cui 281 in campionato.
Una delle sue prime gare da titolare con i nerazzurri fu il ritorno degli ottavi di finale di Coppa dei Campioni 1971-1972 contro il Borussia M'gladbach, in cui si ritrovò a sostituire Lido Vieri: la gara finì 0-0 dopo che all'andata l'Inter aveva vinto 4-2. Con i milanesi conquistò due scudetti (1970-1971, 1979-1980) e due Coppa Italia (1977-1978, 1981-1982). Nel corso della stagione 1979-1980 rimase imbattuto per 686 minuti (tra la 4ª e l'11ª giornata), all'epoca un record nella storia interista.

Bordon (a destra) al Brescia nel 1987, mentre saluta Walter Zenga, suo erede a difesa della porta interista

Dopo la militanza in nerazzurro, giocò per tre stagioni nella Sampdoria, dal 1983 al 1986, ancora in Serie A, con cui vinse la Coppa Italia 1984-1985. Accantonato dai blucerchiati, rimase fermo alcuni mesi in attesa di riscattare il cartellino e dal gennaio 1987 difese la porta della Sanremese in Serie C2. Chiuse la carriera nel 1989, dopo due campionati di Serie B nel Brescia.

#### Nazionale
Esordì in Nazionale nel 1978, sotto la direzione del commissario tecnico Enzo Bearzot. Venne quindi convocato come terzo portiere per il campionato del mondo 1978, dietro Dino Zoff e Paolo Conti. Partecipò poi come vice di Zoff sia al campionato d'Europa 1980 che al vittorioso campionato del mondo 1982.
Disputò la sua ultima partita in nazionale nel 1985, totalizzando 22 presenze con 20 reti subite.

### Allenatore
Nella stagione 1993-1994 iniziò a lavorare come preparatore dei portieri, entrando nello staff tecnico dell'Udinese, in Serie A.

Bordon (in alto, primo da sinistra), preparatore della Juventus, festeggia la vittoria dello scudetto 1997-1998

L'annata seguente approdò alla Juventus, dove trovò Marcello Lippi, con cui instaurerà un lungo e proficuo sodalizio professionale. Chiamato a far «salire Peruzzi dal quarto posto a quello di titolare della Nazionale dei Mondiali '98», ebbe un importante ruolo nella crescita tecnica del portiere, che di lì a poco, come profetizzato da Lippi, diverrà il nuovo numero uno dell'Italia. Rimase a Torino per tutto il primo ciclo bianconero del tecnico viareggino, fino al 1999, contribuendo alle vittorie in Italia di tre scudetti (1994-1995, 1996-1997 e 1997-1998), una Coppa Italia (1994-1995) e due Supercoppe di Lega (1995 e 1997), e in campo internazionale di una UEFA Champions League (1995-1996), una Supercoppa UEFA (1996) e una Coppa Intercontinentale (1996).
Nel 1999 seguì quindi Lippi e Peruzzi all'Inter, rimanendo nello staff nerazzurro per il successivo biennio. Nel 2001 tornò alla Juventus, ancora al seguito del tecnico toscano; stavolta rimase a Torino fino al 2004, allenando Gianluigi Buffon e partecipando, nel secondo ciclo Lippi a Torino, alle vittorie di altri due scudetti (2001-2002 e 2002-2003).
Infine dal 2004 al 2006 seguì ancora Lippi nello staff tecnico della nazionale italiana, lavorando in azzurro con Buffon, Peruzzi e Amelia durante il vittorioso campionato del mondo 2006 in Germania. Per questo ruolo, l'11 dicembre dello stesso anno venne premiato dalla FIGC con una Panchina d'oro speciale.

### Dopo il ritiro
Nel 2020 scrisse, con la collaborazione di Jacopo Dalla Palma, l'autobiografia In presa alta.

## Statistiche

### Presenze e reti nei club
| Stagione         | Squadra          | Campionato       | Campionato | Campionato | Coppe nazionali | Coppe nazionali | Coppe nazionali | Coppe continentali | Coppe continentali | Coppe continentali | Altre coppe | Altre coppe | Altre coppe | Totale | Totale |
| Stagione         | Squadra          | Comp             | Pres       | Reti       | Comp            | Pres            | Reti            | Comp               | Pres               | Reti               | Comp        | Pres        | Reti        | Pres   | Reti   |
| ---------------- | ---------------- | ---------------- | ---------- | ---------- | --------------- | --------------- | --------------- | ------------------ | ------------------ | ------------------ | ----------- | ----------- | ----------- | ------ | ------ |
| 1970-1971        | Inter            | A                | 9          | -8         | CI              | 0               | 0               | CdF                | 1                  | -1                 | CAI+TP      | 4+3         | -4 + -3     | 17     | -16    |
| 1971-1972        | Inter            | A                | 16         | -13        | CI              | 4               | -2              | CC                 | 6                  | -8                 | -           | -           | -           | 26     | -23    |
| 1972-1973        | Inter            | A                | 5          | -6         | CI              | 1               | -2              | CU                 | 1                  | -2                 | -           | -           | -           | 7      | -10    |
| 1973-1974        | Inter            | A                | 12         | -14        | CI              | 6               | -6              | CU                 | 0                  | 0                  | -           | -           | -           | 18     | -20    |
| 1974-1975        | Inter            | A                | 24         | -23        | CI              | 4               | -3              | CU                 | 3                  | -2                 | -           | -           | -           | 31     | -28    |
| 1975-1976        | Inter            | A                | 10         | -9         | CI              | 7               | -7              | -                  | -                  | -                  | -           | -           | -           | 17     | -16    |
| 1976-1977        | Inter            | A                | 30         | -27        | CI              | 10              | -6              | CU                 | 2                  | -2                 | -           | -           | -           | 42     | -35    |
| 1977-1978        | Inter            | A                | 30         | -24        | CI              | 4               | -1              | CU                 | 2                  | -1                 | -           | -           | -           | 36     | -26    |
| 1978-1979        | Inter            | A                | 30         | -24        | CI              | 2               | -3              | CdC                | 6                  | -3                 | -           | -           | -           | 38     | -30    |
| 1979-1980        | Inter            | A                | 30         | -25        | CI              | 1               | -2              | CU                 | 4                  | -6                 | -           | -           | -           | 35     | -33    |
| 1980-1981        | Inter            | A                | 30         | -24        | CI              | 4               | -3              | CC                 | 8                  | -6                 | TC          | 0           | 0           | 42     | -33    |
| 1981-1982        | Inter            | A                | 25         | -25        | CI              | 8               | -8              | CU                 | 4                  | -6                 | -           | -           | -           | 37     | -39    |
| 1982-1983        | Inter            | A                | 30         | -26        | CI              | 6               | -3              | CdC                | 6                  | -6                 | -           | -           | -           | 42     | -35    |
| Totale Inter     | Totale Inter     | Totale Inter     | 281        | -248       |                 | 57              | -46             |                    | 43                 | -43                |             | 7           | -7          | 388    | -344   |
| 1983-1984        | Sampdoria        | A                | 30         | -30        | CI              | 9               | -6              | -                  | -                  | -                  | -           | -           | -           | 39     | -36    |
| 1984-1985        | Sampdoria        | A                | 30         | -21        | CI              | 13              | -11             | -                  | -                  | -                  | -           | -           | -           | 43     | -32    |
| 1985-1986        | Sampdoria        | A                | 30         | -25        | CI              | 13              | -12             | CdC                | 4                  | -3                 | -           | -           | -           | 47     | -40    |
| Totale Sampdoria | Totale Sampdoria | Totale Sampdoria | 90         | -76        |                 | 35              | -29             |                    | 4                  | -3                 |             | -           | -           | 129    | -108   |
| gen.- giu. 1987  | Sanremese        | C2               | 16         | -14        | CI-C            | 0               | 0               | -                  | -                  | -                  | -           | -           | -           | 16     | -14    |
| 1987-1988        | Brescia          | B                | 38         | -25        | CI              | 5               | -6              | -                  | -                  | -                  | -           | -           | -           | 43     | -31    |
| 1988-1989        | Brescia          | B                | 24         | -19        | CI              | 5               | -6              | -                  | -                  | -                  | -           | -           | -           | 29     | -25    |
| Totale Brescia   | Totale Brescia   | Totale Brescia   | 62         | -45        |                 | 10              | -12             |                    | -                  | -                  |             | -           | -           | 72     | -57    |
| Totale carriera  | Totale carriera  | Totale carriera  | 449        | -383       |                 | 102+            | -87+            |                    | 47                 | -46                |             | 7           | -7          | 605+   | -523+  |

### Cronologia presenze e reti in nazionale
| Cronologia completa delle presenze e delle reti in nazionale ― Italia | Cronologia completa delle presenze e delle reti in nazionale ― Italia | Cronologia completa delle presenze e delle reti in nazionale ― Italia | Cronologia completa delle presenze e delle reti in nazionale ― Italia | Cronologia completa delle presenze e delle reti in nazionale ― Italia | Cronologia completa delle presenze e delle reti in nazionale ― Italia | Cronologia completa delle presenze e delle reti in nazionale ― Italia | Cronologia completa delle presenze e delle reti in nazionale ― Italia |
| Data                                                                  | Città                                                                 | In casa                                                               | Risultato                                                             | Ospiti                                                                | Competizione                                                          | Reti                                                                  | Note                                                                  |
| --------------------------------------------------------------------- | --------------------------------------------------------------------- | --------------------------------------------------------------------- | --------------------------------------------------------------------- | --------------------------------------------------------------------- | --------------------------------------------------------------------- | --------------------------------------------------------------------- | --------------------------------------------------------------------- |
| 25-1-1978                                                             | Madrid                                                                | Spagna                                                                | 2 – 1                                                                 | Italia                                                                | Amichevole                                                            | -1                                                                    | 46’                                                                   |
| 17-11-1979                                                            | Udine                                                                 | Italia                                                                | 2 – 0                                                                 | Svizzera                                                              | Amichevole                                                            | -                                                                     | 46’                                                                   |
| 16-2-1980                                                             | Napoli                                                                | Italia                                                                | 2 – 1                                                                 | Romania                                                               | Amichevole                                                            | -1                                                                    | 46’                                                                   |
| 15-3-1980                                                             | Milano                                                                | Italia                                                                | 1 – 0                                                                 | Uruguay                                                               | Amichevole                                                            | -                                                                     | 46’                                                                   |
| 19-4-1980                                                             | Torino                                                                | Italia                                                                | 2 – 2                                                                 | Polonia                                                               | Amichevole                                                            | -                                                                     | 46’                                                                   |
| 24-9-1980                                                             | Genova                                                                | Italia                                                                | 3 – 1                                                                 | Portogallo                                                            | Amichevole                                                            | -1                                                                    | 46’                                                                   |
| 3-1-1981                                                              | Montevideo                                                            | Uruguay                                                               | 2 – 0                                                                 | Italia                                                                | Mundialito - 1º turno                                                 | -2                                                                    |                                                                       |
| 6-1-1981                                                              | Montevideo                                                            | Paesi Bassi                                                           | 1 – 1                                                                 | Italia                                                                | Mundialito - 1º turno                                                 | -1                                                                    |                                                                       |
| 25-2-1981                                                             | Roma                                                                  | Italia                                                                | 0 – 3                                                                 | Europa                                                                | Amichevole                                                            | -2                                                                    | 46’                                                                   |
| 23-9-1981                                                             | Bologna                                                               | Italia                                                                | 3 – 2                                                                 | Bulgaria                                                              | Amichevole                                                            | -2                                                                    | 46’                                                                   |
| 23-2-1982                                                             | Parigi                                                                | Francia                                                               | 2 – 0                                                                 | Italia                                                                | Amichevole                                                            | -1                                                                    | 46’                                                                   |
| 14-4-1982                                                             | Lipsia                                                                | Germania Est                                                          | 1 – 0                                                                 | Italia                                                                | Amichevole                                                            | -                                                                     | 46’                                                                   |
| 28-5-1982                                                             | Ginevra                                                               | Svizzera                                                              | 1 – 1                                                                 | Italia                                                                | Amichevole                                                            | -1                                                                    | 46’                                                                   |
| 27-10-1982                                                            | Roma                                                                  | Italia                                                                | 0 – 1                                                                 | Svizzera                                                              | Amichevole                                                            | -1                                                                    | 46’                                                                   |
| 5-10-1983                                                             | Bari                                                                  | Italia                                                                | 3 – 0                                                                 | Grecia                                                                | Amichevole                                                            | -                                                                     | 46’                                                                   |
| 15-10-1983                                                            | Napoli                                                                | Italia                                                                | 0 – 3                                                                 | Svezia                                                                | Qual. Euro 1984                                                       | -3                                                                    |                                                                       |
| 16-11-1983                                                            | Praga                                                                 | Cecoslovacchia                                                        | 2 – 0                                                                 | Italia                                                                | Qual. Euro 1984                                                       | -2                                                                    |                                                                       |
| 4-2-1984                                                              | Roma                                                                  | Italia                                                                | 5 – 0                                                                 | Messico                                                               | Amichevole                                                            | -                                                                     | 46’                                                                   |
| 3-3-1984                                                              | Istanbul                                                              | Turchia                                                               | 1 – 2                                                                 | Italia                                                                | Amichevole                                                            | -                                                                     | 46’                                                                   |
| 7-4-1984                                                              | Verona                                                                | Italia                                                                | 1 – 1                                                                 | Cecoslovacchia                                                        | Amichevole                                                            | -                                                                     | 46’                                                                   |
| 22-5-1984                                                             | Zurigo                                                                | Germania Ovest                                                        | 1 – 0                                                                 | Italia                                                                | Amichevole                                                            | -1                                                                    |                                                                       |
| 2-6-1985                                                              | Città del Messico                                                     | Messico                                                               | 1 – 1                                                                 | Italia                                                                | Amichevole                                                            | -1                                                                    | 46’                                                                   |
| Totale                                                                |                                                                       | Presenze                                                              | 22                                                                    |                                                                       | Reti                                                                  | -20                                                                   |                                                                       |

### Record
- Portiere con la più lunga striscia di imbattibilità in Serie A con l'Inter (686 minuti di imbattibilità, dal 7º minuto della 4ª giornata fino al 63º minuto della 11ª giornata della Serie A 1979-1980).[13]

## Palmarès

### Club

#### Competizioni giovanili
- Torneo di Viareggio: 1

Inter: 1971

#### Competizioni nazionali
- Campionato italiano: 2

Inter: 1970-1971, 1979-1980
- Coppa Italia: 3

Inter: 1977-1978, 1981-1982
Sampdoria: 1984-1985

### Nazionale
- Campionato mondiale: 1

Spagna 1982

### Individuale
- Premio Panchina d'oro speciale: 1

2006
- Inserito nella Hall of Fame dell'Inter nella categoria Portieri

2022